# Nyai Cili Muda
Nyai Cili Muda (deutsch Nyai Cili, die Jüngere, † 1686) war eine Herrscherin (Sengaji) von Lohayong auf der Insel Solor im Malaiischen Archipel.

## Leben
Nyai Cili Muda war die Enkelin von Nyai Cili, die bis zu ihrem Tode 1664 das Fürstentum Lohayong regierte und damit auch dem Watan Lema vorstand, einem Bund von fünf muslimischen Fürstentümern der Inseln Solor und Adonara. Väterlicherseits stammte sie von den Fürsten von Lamahala auf der Insel Adonara ab, deren Reich ein weiteres Mitglied des Bundes war. Es soll der letzte Wunsch von Nyai Cili gewesen sein, dass ihre junge Enkelin ihre Nachfolge antritt.
Im 17. Jahrhundert kämpften Portugal und die Niederländische Ostindien-Kompanie (VOC) um die Vorherrschaft auf Solor und in der Region. Watan Lema war seit 1613 mit den Niederländern verbündet. In Berichten der VOC wird Nyai Cili Muda als weniger fähige Herrscherin, als ihre Großmutter beschrieben. Man beklagte ihre Unfähigkeit, bei den anderen Mitgliedern des Bundes Gehorsam einzufordern. Das Ziel der Kontrolle über Solor wurde dadurch für die Niederländer immer schwieriger zu erreichen. Auch der innere Frieden im Bund geriet in Gefahr. Lamakera versuchte Lahayong in seiner Führungsrolle abzulösen.
Nachdem Nyai Cili Muda 1686 gestorben war, folgte nach einem kurzen Interregnum Cili (1687–1700), der Sohn ihrer Schwester ihr auf den Thron.